# Ludwik Czachowski
Ludwik Czachowski (ur. 5 maja 1944 w Toruniu, zm. 10 lipca 1999 w Bydgoszczy) – polski hokeista.
Zawodnik KS Pomorzanina Toruń (1962–1975), w barwach którego rozegrał 437 spotkań ligowych (strzelił 42 gole) i zdobył tytuł wicemistrza Polski (1968). Wieloletni kapitan reprezentacji Polski. Syn Franciszka i Janiny Pogorzelskiej, absolwent szkoły zawodowej (tokarz), mąż Krystyny Urszuli Wiśniewskiej (miał jedną córkę).
W drużynie narodowej rozegrał 118 spotkań (1967–1974), zdobywając 2 gole. Był jej podporą, charakteryzował się nieustępliwością w walce (dobra gra ciałem) i konsekwencją w realizacji założeń taktycznych.
Olimpijczyk (1972) i siedmiokrotny uczestnik turniejów o MŚ:
- 1967 Wiedeń – 9 m. (gr. B-1)
- 1969 Lublana – 8 m. (gr. B-2)
- 1970 Sztokholm – 6 m.
- 1971 Berno – 8 m. (gr. B-2)
- 1972 Bukareszt – 7 m. (gr. B-1)
- 1973 Moskwa – 5 m.
- 1974 Helsinki – 5 m.